# Knut Urban
Knut Urban (* 25. června 1941, Stuttgart) je německý fyzik. V letech 1987 až 2010 byl ředitelem Ústavu mikrostruktury na výzkumném centru v Jülichu.
Zabývá se oblastí aberací korigované transmisní elektronové mikroskopie a to jak po stránce rozvoje nástrojů, tak ovládacích programů, dále se věnuje zkoumání strukturálních defektů v oxidech a fyzikálních vlastností komplexních kovových slitin. Rovněž se věnuje výzkumu Josephsonova jevu u vysokoteplotních supravodičů a použití těchto účinků v detektorech SQUID.
Vyučoval také experimentální fyziku na RWTH Aachen University.

## Život
Doktorát získal Urban v roce 1972 na univerzitě ve Stuttgartu za práci o škodách způsobených elektronovými paprsky na vysokonapěťových elektronových mikroskopech při nízkých teplotách. Po zisku doktorského titulu působil až do roku 1986 na Institutu Maxe Plancka, kde zkoumal kovy. Mimo jiné se podílel na instalaci vysokonapěťového mikroskopu v laboratoři, dále zkoumal anizotropii atomové energie v krystalech a difuzi indukovanou zářením. Roku 1987 získal profesorské místo na University of Erlangen-Nuremberg, současně byl jmenován i profesorem na RWTH Aachen University. V letech 1996 a 1997 působil jako hostující profesor v Sendai v Japonsku. V roce 2004 byl jmenován jedním ze dvou ředitelů nově založeného centra Ernsta Rusky. 
V letech 2004-2006 byl prezidentem Německé fyzikální společnosti, největší podobné organizaci na světě.  Je rovněž členem několika poradních orgánů, rad a senátních výborů.
V roce 2010 odešel z centra Ernsta Rusky a roku 2012 byl jmenován emeritním profesorem na RWTH Aachen University. Roku 2011 získal za své příspěvky elektronové mikroskopii Wolfovu cenu za fyziku.
Urban je ženatý a má 3 dcery.